# Kermen
Kermen (en búlgaro: Кермен) es una ciudad de Bulgaria en la provincia de Sliven.

## Geografía
Se encuentra a una altitud de 158 m s. n. m. a 294 km de la capital nacional, Sofía.

## Demografía
Según estimación 2012 contaba con una población de 1593 habitantes.
|         | 2004  | 2005  | 2006  | 2007  | 2008  | 2009  | 2010  | 2011  |
| Mujeres | 1 026 | 1 019 | 1 024 | 1 015 | 998   | 961   | 940   | 882   |
| Varones | 1 030 | 1 023 | 1 010 | 984   | 968   | 934   | 919   | 870   |
| Total   | 2 056 | 2 042 | 2 034 | 1 999 | 1 966 | 1 895 | 1 859 | 1 752 |